# Vitrea cyprina
Vitrea cyprina is een slakkensoort uit de familie van de Pristilomatidae. De wetenschappelijke naam van de soort is voor het eerst geldig gepubliceerd in 1902 door Westerlund.